# Mormonia bella
Mormonia bella là một loài bướm đêm trong họ Noctuidae.